# لیگ یک راگبی ژاپن
الگو:Infobox rugby league football competition

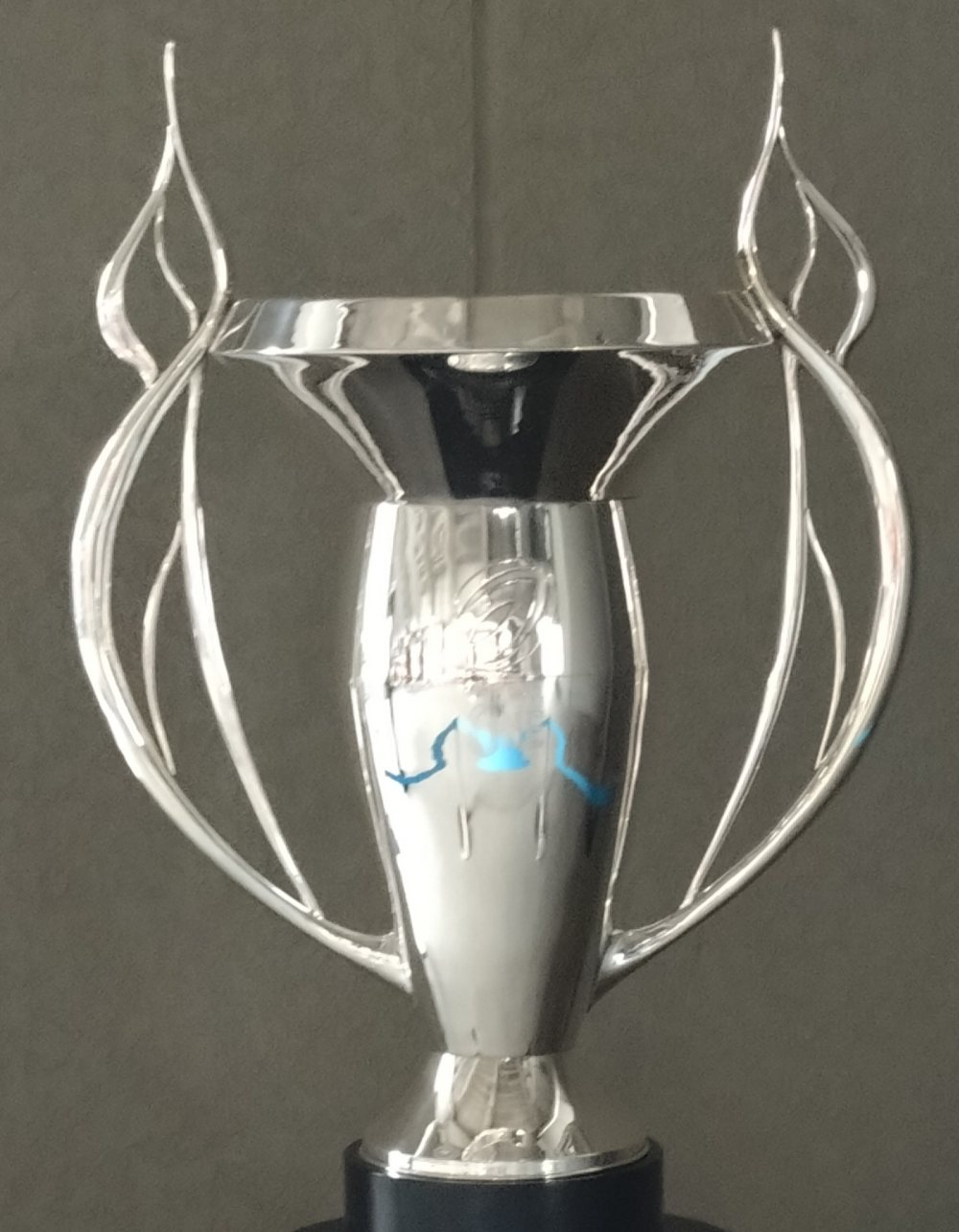

لیگ یک راگبی ژاپن (انگلیسی: Japan Rugby League One) مسابقات راگبی ۱۵ نفره در ژاپن است که بالاترین سطح مسابقات راگبی حرفه ای در این کشور به‌شمار می‌رود.